# 9668 Tianyahaijiao
9668 Tianyahaijiao (1997 LN) là một tiểu hành tinh vành đai chính được phát hiện ngày 3 tháng 6 năm 1997 bởi Chương trình tiểu hành tinh Bắc Kinh Schmidt CCD ở Xinglong.